# Charles W. Brooks
Charles W. Brooks (Bureau megye, 1897. március 8. – Chicago, 1957. január 14.) az Amerikai Egyesült Államok szenátora (Illinois, 1940–1949).